# Hoffnung für Osteuropa
Die Aktion Hoffnung für Osteuropa ist die gemeinsame Solidaritätsaktion von 14 Evangelischen Landeskirchen in Deutschland und ihren Diakonischen Werken mit Partnern in Mittel- und Osteuropa.

## Geschichte
Gegründet wurde „Hoffnung für Osteuropa“ im Jahr 1994, um mit evangelischen und ökumenischen Partnern in Mittel- und Osteuropa die soziale Situation in den ehemaligen Ostblockstaaten nach dem Zusammenbruch der Sowjetunion zu verbessern.
Träger war zunächst das diakonische Werk der evangelischen Kirche Deutschlands. Einige Freikirchen, das Gustav-Adolf-Werk und der Martin-Luther-Bund waren ebenfalls an der Aktion beteiligt. Im Jahr 2011 wurde das Hilfswerk neu strukturiert und auf die Ebene der Landeskirchen verlagert.

## Struktureller Aufbau seit 2011
Im Zuge der Neustrukturierung 2011 übernahm das Diakonische Werk Württemberg die Verantwortung für den Markenschutz der Aktion „Hoffnung für Osteuropa“. An der Durchführung der Aktion sind seitdem neben dem Diakonischen Werk Württemberg weitere 13 andere Landeskirchen oder deren diakonischen Werke und das Konvent der ehemaligen evangelischen Ostkirchen beteiligt. Die Aktion „Hoffnung für Osteuropa“ wird vollständig regional verantwortet, d. h. die einzelnen Träger führen eigenständig Spendensammlungen und Projekte durch. Die beteiligten Kirchen und diakonischen Werke haben sich zu einem Trägerkreis zusammengeschlossen.
Aktuelle Träger der Aktion sind:
- Diakonisches Werk Baden
- Diakonisches Werk Bremen
- Diakonisches Werk Kurhessen Waldeck
- Diakonisches Werk Mitteldeutschland
- Evangelische Kirche Rheinland
- Diakonisches Werk Sachsen
- Diakonisches Werk Württemberg
- Konvent der ehem. ev. Ostkirchen
- Diakonisches Werk Braunschweig
- Ev. Kirche Hessen und Nassau
- Lippische Landeskirche
- Diakonisches Werk Pfalz
- Diak. Werk Rheinl.-Westfalen-Lippe
- Ev. Kirche Westfalen
- Diakonisches Werk der Ev.-reformierten Kirche
- Ev. Kirche und Diakonie Bayern

## Aufgaben und Ziele
Die Aktion setzt sich nach eigenem Selbstverständnis für ein soziales und gerechtes Europa ein und soll Frieden, Gerechtigkeit, die Bewahrung der Schöpfung und die Inklusion benachteiligter Menschen gefördert werden. „Hoffnung für Osteuropa“ bezuschusst Projekte lokaler Partnerorganisationen und fördert den fachlichen und personellen Austausch, internationale Kooperationen und Vernetzungen. Dabei wird auf die Entwicklung und Pflege von Partnerschaften und die Unterstützung von evangelischen und ökumenischen Partnern in Mittel-, Südost- und Osteuropa beim Aufbau und der Qualifizierung der sozialen, diakonischen und kirchlichen Arbeit besonders Wert gelegt. Außerdem unterstützt die Aktion Partnerkirchen dabei, Infrastruktur und kirchliche Arbeit zu entwickeln und zu erhalten.